# もけけ日記
『もけけ日記』（もけけダイアリー）は、桜井蓮哉による日本の4コマ漫画作品。『月刊少年ギャグ王』（エニックス）にて、1994年5月号（創刊号）から1997年2月号まで連載された。
謎の生物「もけけ」と、その飼い主となった女子中学生・由良の家族とそのクラスメイトたちが繰り広げる物語をコメディタッチで描いた4コマ漫画。単行本は全2巻。

## あらすじ
ある朝突然由良の家の庭に生えていたヘンなもの。それがダチョウに似た謎の生物・もけけとの出会いだった。

## 登場人物

### 主要人物
藤沢 由良（ふじさわ ゆら）
血液型：O型 / 誕生日：4月12日 / 星座：牡羊座
好きなもの：ココア / 嫌いなもの：毛虫
本作の主人公。いつも明るく元気な中学生。
もけけ
どこからかやって来て藤沢家に住み着いた謎の生物。神出鬼没、食欲旺盛。
みけけ・うけけ・めけけ
もけけと同種の生物。手のひらサイズ。
お父さん
由良の父。お茶と新聞をこよなく愛するのんき者。
九条 冴子（くじょう さえこ）
血液型：B型 / 誕生日：1月24日 / 星座：水瓶座
好きなもの：リンゴ / 嫌いなもの：眠りを妨げるもの。
由良の幼なじみ。常に冷静で、物事に動じない。大のリンゴ好き。
叶 玲（かのう あきら）
血液型：AB型 / 誕生日：11月25日 / 星座：射手座
好きなもの：オムライス / 嫌いなもの：納豆
由良のクラスメイト。男勝りで、口より先に手が出るタイプ。

### サブキャラクター
西 京介（にし きょうすけ）
由良たちのクラスメイト。冴子に惚れている。
深月 弥生（みづき やよい）
由良たちのクラスメイト。ぬいぐるみ作りが趣味のおっとり少女。
葉桐 明日香（はぎり あすか）
由良たちの下級生。玲のことが大好き。
上原 一真（うえはら かずま）
3組の生徒（由良たちは4組）。
ソニア・チェンバース
由良のいとこ。日本語が達者なアメリカ人。

## 書誌情報
- 桜井蓮哉『もけけ日記』エニックス〈ギャグ王コミックス〉、全2巻
  1. 1996年3月12日初版発行、ISBN 4-87025-618-5
  2. 1997年4月12日初版発行、ISBN 4-87025-642-8